# Stereobaris
Stereobaris är ett släkte av skalbaggar. Stereobaris ingår i familjen vivlar.

## Dottertaxa tillStereobaris, i alfabetisk ordning[1]
- Stereobaris albosetosa
- Stereobaris caseyi
- Stereobaris consessor
- Stereobaris cribrosicollis
- Stereobaris delecta
- Stereobaris depressa
- Stereobaris humerosa
- Stereobaris impressa
- Stereobaris impressithorax
- Stereobaris interpunctata
- Stereobaris metallica
- Stereobaris otiosa
- Stereobaris pardoensis
- Stereobaris parellina
- Stereobaris parvula
- Stereobaris purpurea
- Stereobaris revoili
- Stereobaris rudis
- Stereobaris rufipennis
- Stereobaris scrobicollis
- Stereobaris scutellata